# 今宮町
今宮町（いまみやちょう）は、かつて大阪府西成郡にあった町。現在の大阪市西成区の北東部にあたる。
本項では今宮町の前身となる今宮村についても記述する。なお今宮村の時代には、現在の浪速区南東部も区域に含んでいた時期がある。

## 歴史
この地域は、津江の庄、下って、今宮庄、そして、今村と言われていた時期がある。津江の庄と言われていた頃には、日々宮中に鮮魚を献上する漁村として存在し、下って徳川期には、鮮魚の献上は正月のみとなったが、麦や棉の栽培地として農村となった。
今宮の地名は、西宮戎神社から分霊してこの地に今宮戎神社を創設した際、西宮戎に対する新しい神社の意で今宮と称されたことが由来とする説や、もともと今村と呼ばれていた地域に西宮戎の分社ができたため「今村の宮」略して「今宮」となったとする説などがある。しかしいずれの説も伝承にとどまり、地名の由来についてははっきりとは確定されていない。文献の上で確認される今宮の地名は、戦国時代の1522年の文書にあるものが最古となっている。
中世頃までは海辺に面していたと考えられる。海道・甲岸・入船（以上、現在の西成区萩之茶屋付近）、釜ヶ崎（現在の浪速区恵美須西付近）・曳舟（現在の天下茶屋北付近）・今船（現在の西成区天下茶屋1丁目付近）など、水や海を連想させるような旧地名がいくつか残っていたことから、海辺に面していた漁村だった痕跡がうかがわれる。
江戸時代から明治時代にかけては西成郡今宮村を形成。大坂市街（大坂三郷）に米や蔬菜類を供給する近郊農村「畑場八ヶ村」のひとつに数えられ、蕪や瓢箪の産地で知られた。集落は現在の恵美須西・戎本町に形成され、今宮新家と呼ばれる枝郷が現在の天下茶屋北にあった。また、日本橋筋（現在のでんでんタウン）の裏側には貧民街も形成されていた。

### 沿革
- 1889年（明治22年）4月1日 西成郡今宮村単独で町村制を施行。
  - 当時の今宮村は、現在の地形からは正確な境界をたどるのは困難になっているが、おおむね現在の浪速区役所付近を北端・西成区役所付近を南端とし、東は紀州街道付近・西は現在の国道26号付近にあたる、南北に細長い村となっていた。
- 1897年（明治30年）4月1日 大阪市第1次市域拡張により、大阪鉄道（現在の関西本線・大阪環状線）以北を南区へ編入。同じく大阪鉄道以北を南区へ編入された西隣の木津村の残余を今宮村へ編入し、元今宮・元木津の2大字を編成。
  - 南区へ編入された今宮村の旧村域は、1900年（明治33年）に東関谷町・西関谷町・舩出町・広田町・北高岸町・南高岸町・恵美須町・宮津町・貝柄町・馬渕町・水崎町・北霞町・南霞町の13町が起立し、1925年（大正14年）に新設の浪速区へ転属となった。現在の日本橋の南西部・日本橋西・敷津東の東部・戎本町・恵美須西・恵美須東に概ね該当する。
  - 第1次編入直後の今宮村の人口は1000人程度になり、規模が小さすぎて行政運営にも支障が出たため、西隣の津守村と行政組合を設置して村政にあたった。
- 1903年（明治36年） 津守村との行政組合を解消し、今宮村単独で村政を敷く。
- 1913年（大正2年） 大字が「元」の字を廃して今宮・木津となる。
- 1917年（大正6年）9月1日 町制を施行し、今宮町となる。
- 1922年（大正11年） 大字改編により以下の37大字となる。
  - 今宮 → 東田・今池・東今船・海道・東入船・西入船・甲岸・東萩・曳船・西今船・三日路・苔山・北神合・南神合・北吉田・南吉田・東四条・西四条・西萩・花園・東皿池・西皿池
  - 木津 → 北開・中開・南開・出城通・長橋通・鶴見橋北通・鶴見橋通・旭北通・旭南通・梅通
  - 今宮・木津双方 → 梅南通・松通・橘通・桜通・柳通
- 1925年（大正14年）4月1日 大阪市第2次市域拡張により新設の西成区へ編入され、今宮町廃止。
  - 西成区へ編入された今宮町の旧町域は、現在の太子・萩之茶屋・天下茶屋北・天下茶屋（1丁目の南東部と2・3丁目の東部を除く）・花園北・花園南・岸里1丁目・潮路1丁目・北開・中開・南開・出城・長橋・鶴見橋・旭・梅南・松・橘に概ね該当する（ただし、旧村の範囲と現在の住所表示は必ずしも一致していない）。
  - 第2次編入直前の今宮町の人口は7万人以上にまで増加していた。

## 交通
1885年に阪堺鉄道（のち南海鉄道。現在の南海本線）が開通し、地域を縦断する形になった。阪堺鉄道の開通と同時に、天下茶屋駅が設置されている。1907年には萩ノ茶屋駅が設置された。
また地域の東部を紀州街道が通過していた。紀州街道は明治時代の一時期には国道に指定されていたこともあった。
また地域の西部には勝間街道が通っていた。勝間街道は木津を出発し、今宮駅付近を経て南へ進み、勝間（玉出）・粉浜を経て紀州街道に合流するルートである。勝間街道は紀州街道のバイパス的な役割と位置づけられていた。

## 区画整理
1910年（明治43年）4月に今宮村第一耕地整理組合、同年末に今宮村第二耕地整理組合が発足し、南海本線以西の土地区画整理事業に取り組むことになった。
第一組合の事業範囲には、日露戦争当時にロシア人俘虜収容所、第十六師団仮設兵営練兵場、陸軍予備病院などがあった。1908年（明治41年）に廃止されて約6万坪の土地が元の地主に返還されたが、元の耕地に戻すのは困難と判断され、土地の整理と住宅地としての開発をおこなうことになった。なお、第一組合の事業範囲の地名は梅通・梅南通・松通・橘通・桜通・柳通と植物の名称で統一されている。
第二組合の事業範囲は第一組合の北側にあたり、こちらの地名は北開・中開・南開・出城通・長橋通・鶴見橋北通・鶴見橋通・旭北通・旭南通となる。このうち鶴見橋通は西隣の津守村において同時期に操業を開始した大日本紡績木津川工場への通勤路となり、のちに鶴見橋商店街が形成される。
耕地整理は第一次(1912年完成)・第二次の2回にわたって実施され、1920年（大正10年）3月に事業が完成した。

## 教育
小学校については、明治時代初期の学制発布により、第六大区一小区第一番今宮小学校が設置された。この時の今宮小学校は1897年に村北部が大阪市に分離編入された際に大阪市に移管され、大阪市恵美尋常高等小学校（現在の大阪市立恵美小学校）となった。今宮村として残った地域には学校がなくなったため、しばらくは恵美尋常高等小学校へ児童を委託していた。
1898年に新たな今宮村独自の小学校として、西成郡今宮尋常小学校（後の大阪市立弘治小学校）が設置された。その後地域の児童増加により、今宮第二（1915年、現・長橋）、今宮第三（1917年、後の萩之茶屋）、今宮第四（1921年、後の今宮）、今宮第五（1922年、現・橘）の各小学校が相次いで開校している。
中等教育については、大阪府立職工学校今宮分校が1914年に設置された。今宮分校は2年後の1916年、大阪府立今宮職工学校として独立している。
1921年7月には、今宮町役場に「今宮町文庫」が併設された。今宮町文庫を母体にして拡張する形で、翌1922年8月1日付で、今宮町大字花園352番地（現在の西成区花園南1丁目）に今宮町立図書館が設置された。今宮町立図書館は大阪市への編入の際に大阪市に引き継がれ、大阪市立今宮図書館となった。しかし1945年3月の大阪大空襲により焼失し、そのまま廃館となっている。したがって、今宮町立図書館と現在の大阪市立西成図書館とは歴史的には連続していない。